# RKG Freiburg 2000
Die RKG Freiburg 2000 (vollständig: Ringkampfgemeinschaft Freiburg 2000) ist eine deutsche Ringkampfgemeinschaft. Sie entstand im Jahr 1999 aus einer Vereinbarung der beiden Freiburger Traditionsvereine SV Freiburg-Haslach und AV Germania Freiburg-St.Georgen. Die Mannschaft gehörte seit der Gründung der 1. Ringer-Bundesliga an, musste Ende 2010 in die 2. Ringer-Bundesliga absteigen und startet seither in der 2. Bundesliga Süd.

## Geschichte seit 2000
Mit Eduard Kratz gewann 2002 ein RKG-Ringer im Bantamgewicht die deutsche Einzelmeisterschaft im griechisch-römischen Stil. Auch im Fliegengewicht war Kratz erfolgreich. 2004 gewann er die deutsche Meisterschaft. Zuvor hatte er ebenfalls im Fliegengewicht 2000 und 2003 eine Vizemeisterschaft geholt, 1999 und 2001 einen dritten Platz. Im Freistilringen stellte die RKG 2000 und 2001 mit Jürgen Schlegel den deutschen Meister im Fliegengewicht, der bereits 1999 Vizemeister geworden war.
Im Jahre 2006 holte der Junioren-WM- und -EM-Teilnehmer Viktor Reh die Bronzemedaille bei den Männern im Mittelgewicht, und im Jahre 2010 wurde Viktor Reh Vizemeister in der Gewichtsklasse bis 96 kg. 2011 und 2016 belegte Viktor Reh bei der Deutschen Meisterschaft den dritten Platz.
| Platzierungen seit Gründung | Platzierungen seit Gründung | Platzierungen seit Gründung | Platzierungen seit Gründung |
| --------------------------- | --------------------------- | --------------------------- | --------------------------- |
| 2000                        | 1. Bundesliga Süd           | Platz 7                     |                             |
| 2001                        | 1. Bundesliga Süd           | Platz 8                     |                             |
| 2002                        | 1. Bundesliga Süd           | Platz 9                     |                             |
| 2003                        | 1. Bundesliga Süd           | Platz 7                     |                             |
| 2004                        | 1. Bundesliga Süd           | Platz 6                     |                             |
| 2005                        | 1. Bundesliga Süd           | Platz 6                     |                             |
| 2006                        | 1. Bundesliga Südwest       | Platz 5                     |                             |
| 2007                        | 1. Bundesliga Süd           | Platz 5                     | Achtelfinale                |
| 2008                        | 1. Bundesliga Süd           | Platz 6                     | Viertelfinale               |
| 2009                        | 1. Bundesliga Süd           | Platz 8 (von 10)            |                             |
| 2010                        | 1. Bundesliga West          | Platz 10 (von 10)           | Abstieg                     |
| 2011                        | 2. Bundesliga Süd           | Platz 7 (von 10)            |                             |
| 2012                        | 2. Bundesliga Süd           | Platz 3 (von 09)            |                             |
| 2013                        | 2. Bundesliga Süd           | Platz 6                     |                             |
| 2014                        | 2. Bundesliga Süd           | Platz 5                     |                             |
| 2015                        | 2. Bundesliga Süd           | Platz 6                     |                             |
| 2016                        | 2. Bundesliga Süd           | Platz 4                     |                             |
| 2017                        | 1. Bundesliga Südwest       | Platz 6                     |                             |

### AV Germania Freiburg-St.Georgen
Der AV Germania Freiburg-St. Georgen wurde 1887 gegründet. Die Ringer gehörten 1964 zu den Gründungsmitgliedern der Ringer-Bundesliga. Die Saison 1968/69 schlossen sie auf dem dritten Rang ab. 1979 erfolgte dann infolge einer Reduzierung der Bundesligamitglieder der Abstieg in die 2. Bundesliga.
Die St. Georgener brachten zahlreiche erfolgreiche Ringer hervor. Zu den herausragenden Persönlichkeiten gehört mit Adolf Seger der zweifache Weltmeister (1976, 1977) im Mittelgewicht (Freistil). Seger holte zudem bei den Olympischen Spielen sowohl 1972 im Weltergewicht (Freistil) als auch 1976 im Mittelgewicht (Freistil) die Bronzemedaille. Zu Segers Erfolgsbilanz gehören auch drei Europameistertitel sowie zehn deutsche Meisterschaften.

### SV Freiburg-Haslach
Die Gründung des SV Freiburg-Haslach erfolgte im Jahr 1895. Die Haslacher Ringer stiegen erstmals 1975 in die Ringer-Bundesliga auf und drangen 1982 bis ins Halbfinale um die Mannschaftsmeisterschaft vor. Danach erfolgte jedoch innerhalb von zwei Jahren der Absturz in die Regionalliga. 1993 stieg man erneut in die Bundesliga auf.
Anfang der 1980er Jahre belegte Bantamgewichtler Jürgen Lutterer im Schatten des späteren Olympiasiegers Pasquale Passarelli vier Mal hintereinander den dritten Platz bei den deutschen Meisterschaften im griechisch-römischen Stil (1980 bis 1983). 1984 errang er die Vizemeisterschaft, 1986 noch einmal einen dritten Platz.

## Erfolge bei Einzelmeisterschaften

### RKG Freiburg 2000

#### Weltmeisterschaften
| Platzierung | Name            | Altersklasse | Gewichtsklasse | Stilart  | Jahr | Ort                   |
| ----------- | --------------- | ------------ | -------------- | -------- | ---- | --------------------- |
| 7. Platz    | Jürgen Schlegel | Junioren     | 54 kg          | Freistil | 2001 | Taschkent (UZB)       |
| 17. Platz   | Kenan Halac     | Kadetten     | 76 kg          | Gr.röm.  | 2015 | Sarajevo (BIH)        |
| 20. Platz   | Viktor Reh      | Junioren     | 84 kg          | Freistil | 2006 | Guatemala-Stadt (GUA) |

#### Militärweltmeisterschaften
| Platzierung | Name         | Altersklasse | Gewichtsklasse | Stilart  | Jahr | Ort            |
| ----------- | ------------ | ------------ | -------------- | -------- | ---- | -------------- |
| 2. Platz    | Eduard Kratz | Männer       | 66 kg          | Gr.-röm. | 2002 | Tallinn (EST)  |
| 3. Platz    | Eduard Kratz | Männer       | 63 kg          | Gr.-röm. | 2001 | Split (CRO)    |
| 3. Platz    | Eduard Kratz | Männer       | 66 kg          | Gr.-röm. | 2005 | Vilnius (LTU)  |
| 7. Platz    | Eduard Kratz | Männer       | 66 kg          | Gr.-röm. | 2003 | Istanbul (TUR) |

#### Weltcup
| Platzierung | Name            | Altersklasse | Gewichtsklasse | Stilart  | Jahr | Ort          |
| ----------- | --------------- | ------------ | -------------- | -------- | ---- | ------------ |
| 10. Platz   | Lukas Schöffler | Junioren     | 84 kg          | Freistil | 2011 | Plauen (GER) |

#### Europameisterschaften
| Platzierung | Name            | Altersklasse | Gewichtsklasse | Stilart  | Jahr | Ort               |
| ----------- | --------------- | ------------ | -------------- | -------- | ---- | ----------------- |
| 8. Platz    | Eduard Kratz    | Männer       | 66 kg          | Gr.-röm. | 2004 | Haparanda (SWE)   |
| 8. Platz    | Lars Schäfle    | Kadetten     | 76 kg          | Freistil | 2015 | Subotica (SRB)    |
| 8. Platz    | Eduard Kratz    | Männer       | 66 kg          | Gr.-röm. | 2004 | Haparanda (SWE)   |
| 9. Platz    | Eduard Kratz    | Männer       | 60 kg          | Gr.-röm. | 2002 | Seinäjoki (FIN)   |
| 9. Platz    | Eduard Kratz    | Männer       | 66 kg          | Gr.-röm. | 2003 | Belgrad (SRB)     |
| 9. Platz    | Viktor Reh      | Junioren     | 84 kg          | Freistil | 2006 | Szombathely (HUN) |
| 10. Platz   | Jürgen Schlegel | Junioren     | 54 kg          | Freistil | 2000 | Sofia (BUL)       |
| 10. Platz   | Jürgen Schlegel | Männer       | 55 kg          | Freistil | 2002 | Baku (AZE)        |
| 11. Platz   | Lukas Schöffler | Junioren     | 84 kg          | Freistil | 2011 | Zrenjanin (SRB)   |
| 13. Platz   | Lukas Schöffler | Junioren     | 84 kg          | Freistil | 2012 | Zagreb (CRO)      |
| 14. Platz   | Lukas Schöffler | Kadetten     | 76 kg          | Freistil | 2009 | Zrenjanin (CRO)   |

#### Balkan Championship
| Platzierung | Name        | Altersklasse | Gewichtsklasse | Stilart  | Jahr | Ort         |
| ----------- | ----------- | ------------ | -------------- | -------- | ---- | ----------- |
| 5. Platz    | Kenan Halac | Kadetten     | 76 kg          | Gr.-röm. | 2015 | Bursa (TUR) |

#### Deutsche Meisterschaften

##### 1998
| Platzierung | Name         | Altersklasse | Gewichtsklasse | Stilart  | Ort                 |
| ----------- | ------------ | ------------ | -------------- | -------- | ------------------- |
| 6. Platz    | Joachim Bott | A-Jugend     | 49 kg          | Gr.-röm. | Bonn-Duisdorf (NRW) |

##### 1999
| Platzierung | Name               | Altersklasse | Gewichtsklasse | Stilart  | Ort                    |
| ----------- | ------------------ | ------------ | -------------- | -------- | ---------------------- |
| 1. Platz    | Joachim Bott       | A-Jugend     | 50 kg          | Gr.-röm. | Mainz-Laubenheim (RHH) |
| 1. Platz    | Sascha Fischer     | B-Jugend     | 69 kg          | Freistil | Münster (HES)          |
| 2. Platz    | Dominique Benaissa | A-Jugend     | 54 kg          | Freistil | Hornberg (SBD)         |
| 2. Platz    | Michael Loyal      | Junioren     | 69 kg          | Gr.-röm. | Oberhausen (NRW)       |
| 3. Platz    | Arthur Kratz       | Junioren     | 76 kg          | Freistil | Schaafheim (HES)       |
| 5. Platz    | Viktor Reh         | C-Jugend     | 45 kg          | Freistil | Furtwangen (SBD)       |
| 7. Platz    | Sascha Fischer     | A-Jugend     | 69 kg          | Freistil | Hornberg (SBD)         |
| 7. Platz    | Christian Kiefer   | Junioren     | 85 kg          | Gr.-röm. | Oberhausen (NRW)       |
| 7. Platz    | Arthur Kratz       | Männer       | 76 kg          | Freistil | Neckargartach (WTB)    |
| 7. Platz    | Georg Oswald       | C-Jugend     | 45 kg          | Freistil | Furtwangen (SBD)       |
| 8. Platz    | Dominique Benaissa | Junioren     | 54 kg          | Freistil | Schaafheim (HES)       |
| 8. Platz    | Kai-Uwe Sachs      | C-Jugend     | 45 kg          | Freistil | Furtwangen (SBD)       |
| 9. Platz    | Rain Stichling     | Männer       | 130 kg         | Freistil | Neckargartach (WTB)    |

##### 2000
| Platzierung | Name               | Altersklasse | Gewichtsklasse | Stilart  | Ort                  |
| ----------- | ------------------ | ------------ | -------------- | -------- | -------------------- |
| 1. Platz    | Jürgen Schlegel    | Junioren     | 54 kg          | Freistil | Trossingen (WTB)     |
| 2. Platz    | Jürgen Schlegel    | Männer       | 54 kg          | Freistil | Burghausen (BAY)     |
| 2. Platz    | Eduard Kratz       | Männer       | 63 kg          | Gr.-röm. | Urloffen (SBD)       |
| 2. Platz    | Viktor Reh         | C-Jugend     | 54 kg          | Freistil | Karlsruhe (NBD)      |
| 3. Platz    | Michael Drasch     | Männer       | 76 kg          | Gr.-röm. | Urloffen (SBD)       |
| 4. Platz    | Dominique Benaissa | A-Jugend     | 54 kg          | Freistil | Tennenbronn (SBD)    |
| 4. Platz    | Joachim Bott       | Junioren     | 54 kg          | Gr.-röm. | Luckenwalde (BRB)    |
| 4. Platz    | Marc Elmlinger     | C-Jugend     | 50 kg          | Gr.-röm. | Bad Salzungen (THÜ)  |
| 5. Platz    | Arthur Kratz       | Männer       | 76 kg          | Freistil | Burghausen (BAY)     |
| 5. Platz    | Arthur Kratz       | Junioren     | 76 kg          | Freistil | Trossingen (WTB)     |
| 5. Platz    | Georg Oswald       | B-Jugend     | 50 kg          | Freistil | Unterelchingen (WTB) |
| 5. Platz    | Daniel Vukovic     | C-Jugend     | 34 kg          | Gr.-röm. | Bad Salzungen (THÜ)  |
| 6. Platz    | Marko Treffeisen   | Männer       | 63 kg          | Freistil | Burghausen (BAY)     |
| 8. Platz    | Sascha Fischer     | A-Jugend     | 76 kg          | Freistil | Tennenbronn (SBD)    |

##### 2001
| Platzierung | Name             | Altersklasse | Gewichtsklasse | Stilart  | Ort                 |
| ----------- | ---------------- | ------------ | -------------- | -------- | ------------------- |
| 1. Platz    | Jürgen Schlegel  | Junioren     | 54 kg          | Freistil | Freiburg (SBD)      |
| 1. Platz    | Jürgen Schlegel  | Männer       | 54 kg          | Freistil | Hof (BAY)           |
| 1. Platz    | Daniel Vukovic   | C-Jugend     | 38 kg          | Gr.-röm. | Kirchlinde (NRW)    |
| 2. Platz    | Michael Drasch   | Männer       | 76 kg          | Gr.-röm. | Aschaffenburg (HES) |
| 2. Platz    | Marc Elmlinger   | C-Jugend     | 58 kg          | Gr.-röm. | Kirchlinde (NRW)    |
| 3. Platz    | Eduard Kratz     | Männer       | 63 kg          | Gr.-röm. | Aschaffenburg (BAY) |
| 5. Platz    | Joachim Bott     | Junioren     | 54 kg          | Gr.-röm. | Kelheim (BAY)       |
| 5. Platz    | Sven Kiefer      | Männer       | 97 kg          | Freistil | Hof (BAY)           |
| 5. Platz    | Georg Oswald     | B-Jugend     | 54 kg          | Freistil | Bönen (NRW)         |
| 5. Platz    | Waldemar Siemens | C-Jugend     | 50 kg          | Gr.-röm. | Kirchlinde (NRW)    |
| 5. Platz    | Axel Sutter      | Männer       | 69 kg          | Freistil | Hof (BAY)           |
| 6. Platz    | Viktor Reh       | B-Jugend     | 69 kg          | Freistil | Bönen (NRW)         |
| 9. Platz    | Tobias Ketterer  | C-Jugend     | 42 kg          | Freistil | Viernheim (NBD)     |
| 9. Platz    | Lukas Schöffler  | A-Jugend     | 69 kg          | Gr.-röm. | Waldkirch (SBD)     |

##### 2015
| Platzierung | Name                    | Altersklasse | Gewichtsklasse | Stilart  | Ort                    |
| ----------- | ----------------------- | ------------ | -------------- | -------- | ---------------------- |
| 1. Platz    | Lars Schäfle            | A-Jugend     | 76 kg          | Freistil | Mainz-Laubenheim (RHH) |
| 2. Platz    | Kim Riesterer           | Frauen       | 75 kg          | Freistil | Nendingen (WTB)        |
| 3. Platz    | Maximilian Remensperger | A-Jugend     | 69 kg          | Gr.-röm. | Plauen (SAS)           |
| 5. Platz    | Stefan Käppeler         | Männer       | 70 kg          | Freistil | Nendingen (WTB)        |

### AV Germania Freiburg-St.Georgen
- Eduard Giray: Freistil, Bantam: 1971, 1972 deutscher Meister, 1970 Vizemeister
- Walter Groß: Freistil, Mittelgewicht: 1972, 1973 dritter Platz, Griechisch-römisch, Mittelgewicht: 1975 Vizemeister
- Werner Hettich: Griechisch-römisch, Feder: 1969, 1970 und 1973 Meister, 1968 Vizemeister; Freistil, Leichtgewicht: 1973 Vizemeister
- Karl Hug: Griechisch-römisch, Superschwergewicht: 1980, 1981 und 1982 Meister, 1985 dritter Platz. Schwergewicht: 1976, 1977, 1979, 1980: Vizemeister
- Mario Sabatini: Freistil, Fliegengewicht: 1970, 1971, 1972, 1973, 1974, 1975, 1976 Meister, 1968 und 1977 Vizemeister; Freistil, Bantamgewicht: 1978 dritter Platz.
- Klaus Tröndle: Freistil, Schwergewicht: 1981 dritter Platz
- Harald Göschel: Freistil, Mittelgewicht: 1984 Vizemeister
- Markus Buck: Freistil, Federgewicht: 1986 Vizemeister
- Ralf Schüler: Freistil, Papiergewicht: 1979 dritter Platz, Weltergewicht: 1989 Vizemeister
- Marco Treffeisen: Freistil, Papiergewicht: dritter Platz
- Aleksander Cichon: Freistil, Halbschwergewicht: 1982, 1983 Meister, Schwergewicht: 1984, 1985, 1986, 1987 Meister
- Adolf Seger: Freistil, Weltergewicht: 1971, 1972, 1973 Meister, 1969, 1970 Vizemeister, 1967 3. Platz; Freistil, Mittelgewicht: 1974, 1975, 1976, 1977, 1978, 1979, 1980 jeweils Meister.
- Edmund Seger: Griechisch-römisch, Leichtgewicht: 1959 Meister, 1961 Vizemeister, 1965 dritter Platz; Freistil, Leichtgewicht: 1963 Vizemeister, 1962 und 1965 dritter Platz

Frauenringen:
- Nicole Hettich: Freistil, Damen 75 kg: 1998 Vizemeisterin, 1997 dritter Platz
- Gloria Hoog: Freistil, Damen 75 kg: 1996 Vizemeisterin
- Sonja Rombach: Freistil, Damen 53 kg: 1996 dritter Platz
- Anabelle Groß: Freistil, Damen 57/58 kg: 1994 Meisterin, 1996, 1997, 1998 dritter Platz
- Stephanie Groß: Freistil, Damen 61/63 kg: 1994, 1995, 1996, 1997 Meisterin

### SV Freiburg-Haslach
- Uwe Sachs: Griechisch-römisch, Halbschwergewicht: Sieben Mal Deutscher Meister, vierter Platz bei den Olympischen Spielen 1984
- Roland Bühler: Griechisch-römisch, Leichtgewicht: 1991 Vizemeister, 1990 und 1992 dritter Platz
- Klaus Riesterer: Freistil, Mittelgewicht: 1989, 1990 Vizemeister, 1987, 1988 dritter Platz
- W. Schöffler: Griechisch-römisch, Leichtgewicht: 1973 Vizemeister, 1972 dritter Platz
- Alexander Senn: Freistil, Mittelgewicht: 1979, 1981 dritter Platz
- H. Sutter: Freistil, Weltergewicht: 1980 Vizemeister, 1978 dritter Platz; Freistil, Mittelgewicht: 1983 dritter Platz
- W. Vattes: Griechisch-römisch, Welter: 1981, 1982 Vizemeister, 1984 dritter Platz; Leichtgewicht: 1980 dritter Platz
- Ralph Zentgraf: Griechisch-römisch, Bantam: 1992 dritter Platz